# Бейкер, Джоанна
Джоанна Бейкер (англ. Joanna Baker, 14 февраля 1862, Рошелл, Иллинойс — предп. 1 января 1935, предп. Делавэр, Огайо) — американская лингвист и вундеркинд, которая в 16 лет получила свою первую работу преподавателя в колледже и в 18 лет опубликовала свою первую книгу переводов с греческого. Более четверти века она была профессором древних языков в колледже Симпсона в Айове, а также преподавала в колледже Лейк-Эри в Огайо.

## Биография
Бейкер родилась в Нью-Рошелле, штат Иллинойс, и была одной из шести детей Мэри Кэтрин (Ридли) Бейкер и Орландо Харрисона Бейкера, которые оба были учителями и лингвистами. Они дали ей раннее обучение языкам, к которым у неё были явные способности. К четырём годам она уже регулярно занималась с репетиторами по греческому, латыни и французскому языкам, а также изучала английский, свой родной язык. Позже она выучила и немецкий язык. К восьми годам она прочла значительные отрывки из произведений Ксенофонта, Гомера и Вергилия на языках оригинала.
Около 1870 года семья переехала в Алгону, штат Айова, где она впоследствии поступила в колледж Алгоны. В 1878 году, в возрасте 16 лет, её наняли преподавателем греческого языка в колледже Симпсона в Индианоле, и это было раннее достижение, о котором писали в газетах по всей стране. В 18 лет она опубликовала оригинальный перевод «Апологии» Платона, который получил высокую оценку выдающихся исследователей древнегреческого.
В 1881 году она поступила в Корнеллский колледж, штат Айова, и окончила его за один год, получив степень бакалавра искусств. В 1886 году она поступила в Университет Депау, где изучала греческий, немецкий, французский языки и музыку. После двух лет обучения, в течение которых она также работала репетитором греческого языка, она получила степень магистра. Её сразу же наняли преподавателем латыни, но она проработала там всего год, а в 1889 году уехала, чтобы занять кафедру древних языков в колледже Симпсона, которую двадцатью годами ранее занимал её отец. Она занимала этот пост более четверти века.
В 1919 году она покинула колледж Симпсона, чтобы занять должность профессора латыни и греческого языка в колледже Лейк-Эри в Пейнсвилле, штат Огайо. Мало что известно о её дальнейшей жизни, за исключением того факта, что в 1922 году она всё ещё числилась преподавателем в колледже Лейк-Эри.

## References
1. 1 2 3 4  Database of Classical Scholars (англ.) — 2013.
2. 1 2 3  https://en.wikisource.org/wiki/Woman_of_the_Century/Joanna_Baker
3. 1 2 3 4 5 6 7 8 9 10 11  Willard, Frances E., and Mary A. Livermore, eds. A Woman of the Century: Fourteen Hundred-Seventy Biographical Sketches Accompanied by Portraits of Leading American Women in All Walks of Life. Moulton, 1893, pp. 5-6.
4. 1 2 3 4  "Art. IV. 'The Tools to Those That Can Use Them'". In The Englishwoman's Review of Social and Industrial Questions: 1890, Janet Horowitz Murray and Myra Stark, eds. Routledge Library Editions.
5. 1 2 3  Topeka Daily Capital, November 24, 1893, p. 8.
6. ↑  Parker, Leonard F. "Higher Education in Iowa". Bureau of Education, Circular of Information, no. 17, 1893, p. 159.
7. ↑  Hoosier State Chronicles, Sept. 12, 1889, p. 1
8. ↑  "Current Events". The Classical Journal, vol. 12 (1916–17), p. 229.
9. ↑  "II. Graduate Alumni". Alumnal Record, DePauw University, 1858, p. 311.
10. ↑  "Members of the American Philological Association 1992-23". Transactions and Proceedings of the American Philological Association, 1922, p. li.